# Danish Evangelical Lutheran Church in North America
Danish Evangelical Lutheran Church in North America (även kallad "North Church") var en luthersk kyrka i USA, bildad 1894 av Kristian Anker, Peter Sørensen Vig och andra avhoppare från Danish Evangelical Lutheran Church in America. 
Dessa danska immigranter hade, i likhet med Det Danske Evangeliske Lutherske Kirkesamfund i Amerika nära band till Indre Mission och redan 1896 gick dessa båda lågkyrkliga trossamfund ihop och bildade, i Minneapolis, Minnesota, United Danish Evangelical Lutheran Church.